# Роберт Серрі
Роберт Серрі (англ. Robert Serry; нар. 1950, Калькутта) — нідерландський дипломат. Надзвичайний і Повноважний Посол Нідерландів в Україні (1992–1996). Спеціальний представник Генерального секретаря ООН на Близькому Сході (з 2007).

## Біографія
Народився в 1950 році в Калькутті. Закінчив з відзнакою Амстердамський університет, політолог.
Працював дипломатом в Бангкоці, Москві та Нью-Йорці (ООН). З 1986 по 1992 рік очолював відділ Близького Сходу в Міністерстві закордонних справ, де він був залучений до «тихої дипломатії» між Ізраїлем і палестинцями. У рамках голландського головування в Європейському співтоваристві, взяв участь у подіях, які привели до мирної конференції на Близькому Сході в листопаді 1991 року в Мадриді. З 1992 по 1996 роки був першим Надзвичайним і Повноважним Послом Нідерландів у Києві (Україна).
Роберт Серрі був кандидатом у члени парламенту від Лейбористської партії на парламентських виборах 2006 року, але його 48-е місце не дозволило йому бути обраним до парламенту.
29 листопада 2007 — призначений Спеціальним представником Генерального секретаря ООН на Близькому Сході. Був радником Генерального секретаря ООН Пан Гі Муна і був його особистим представником при Організації визволення Палестини та Палестинській автономії. Працював нідерландський послом в Ірландії. Був заступником помічника Генерального секретаря НАТО з питань врегулювання криз в Оперативному відділі НАТО, а також керівник Спеціальної групи на Балканах.
5 березня 2014 року в Криму зазнав викрадення «невідомими особами в російські уніформі», після утримання в кайданках змушено погодився вилетіти. 6 березня генпрокурор України Олег Махніцький заявив, що ведеться кримінальне провадження на осіб, що його викрадали.

## Нагороди та відзнаки
- Орден «За заслуги» III ступеня (27 листопада 1997) — за вагомий особистий внесок у розвиток торговельно-економічних відносин між Україною та Нідерландами[2]